# الريسة (العريش)
الريسة هو أحد أحياء مدينة العريش عاصمة محافظة شمال سيناء وهو يقع شرق مدينة العريش على الطريق المؤدي إلى مدينة رفح

## كمين الريسة
يقع كمين الريسة ع لي الطريق الدولي العريش - رفح في مدخل العريش الشرقي المؤدي إلى رفح في شمال سيناء. و يضم الكمين قرات من الشرطة و الجيش. و قد تعرض لهجوم من مسلحين معارضين لقوات الشرطة 37 مرة منذ اندلاع ثورة 25 يتاير - اخرها في يوم السادس عشر من سبتمبر 2012.، وقد وقعت احدي تفجيرات الكمين في أغسطس 2012 و قد حدث في اعقاب هجوم مسلح علي نقطة جيش في شمال سيناء ادي الي وفاة 16 جندي مصري. و في هجوم مايو 2012، قال شهود عيان ان من هاجموا الكمين اطلقوا النار من اعلي جبل يقع جنوب الطريق الدولي.
يقع تفجير كمين الريسة في سياق من احداث العنف المستمر في سيناء حيث كانت المنشآت الأمنية مستهدفة من قبل مجموعات مسلحة منذ اندلاع الثورة. و الي جانب اتهام العديد من سكان المنطقة في قضايا التهريب نظرا لكون المنطقة حدودية٫ هناك العديد من الذين تم القبض عليهم علي خلفية الهجمات الإرهابية التي حدثت في طابا٫ دهب و شرم الشيخ في جنوب سيناء علي التوالي ما بين 2004 - 2006. و قد اشارت تقارير حقوقية الي ان حوالي 3000 مواطن من اهالي المنطقة قت تم القبض عليهم في الفترة ما بين 2004 ، 2006.

## الحراك المسلح في سيناء
تعددت سبل و مقاصد استخدام العنف في سيناء في مواجهة الدولة و منها محاولات من اهالي للضغط علي الدولة للإفراج عن ذويهم من المعتقلين أو تسجيل الاحتجاج علي بعض سياسات الدولة بشكل عام. فهناك مثلا عمليات خطف الأجانب سواء من السياح أو من أعضاء قوات حفظ السلام٫ امثلة علي ذلك تضم اختطاف 10 من أعضاء قوات حفظ السلام الفوجيين في مايو 2012، للمطالبة للإفراج عن عدد من المعتقلين علي ذمة قضايا ارهاب. هناك أيضا الهجمات المتوالية علي خط انابيب شرق المتوسط و الذي يصدر منه الغاز الي إسرائيل في سياق اتفاقية تصدير الغاز المصري لإسرائيل و الذي تم تفجيره 15 مرة منذ اندلاع الثورة. و قد كتب مفجري الخط علي الرمال رسالة معبرين فيها عن رفضهم لتصدير الغاز لاسرائيل.